# 세계 대학 토론 대회
세계 대학생 토론 대회(World Universities Debating Championship, WUDC)는 전 세계 대학생을 대상으로 진행하는 세계 최대의 토론 대회이다. 영국 의회식 토론 형식으로 진행되며 전 세계에서 가장 큰 대학생 관련 행사 중 하나다. 1981년 1월 스코틀랜드 글래스고 대학에서 시작되었으며, 매년 세계 대학교 토론 협회(World Universities Debating Council)에 의해 지정된 국가의 대학 및 단체가 대회를 개최한다. 대회는 통상적으로 "Worlds"라고 불리고 있으며 대회의 챔피언은 "World Champion", 즉 세계 챔피언으로 인정받게 된다. 대한민국에서는 동북아시아 최초로 비영리단체 디베이트코리아가 2021년 대회 유치 확정을 따냈다. 
대회는 통상 12월 말에 시작되어 1월 1일 신정을 지나 연초에 끝난다. 한국에서 개최되는 2021년 WUDC는 2020년 12월 27일부터 2021년 1월 4일까지 진행될 예정이다.
보통 WUDC에는 약 80개국에서 400여개의 팀이 참가한다. 토론 심사위원과 대회 주최 운영진들을 고려한다면 통상 약 1200~1500여명의 사람들이 참여하한다. 예선 과정은 3일에 걸쳐 9번의 예선 라운드를 진행한다. 이후 본선에 진출하는 48개의 팀을 발표하여 본선 토너먼트를 통해 최후의 챔피언을 가린다. 영어를 제2언어로 사용하는 사람들 끼리 겨루는 ESL라운드(English as a Second Language)와 영어를 외국어로 사용하는 EFL라운드(English as a Foreign Language)가 본선의 일부로 동시 진행된다.
대회에 참가한 전 세계의 대학생들은 일주일간 정치, 경제, 문화, 종교, 철학 등 다양한 주제에 대한 토론을 벌이며 승패를 겨루게 된다. 2018년 대회는 멕시코 멕시코시티에서 개최되었으며 하버드 대학이 우승하였고, 2019년 대회는 남아프리카공화국 케이프타운에서 개최되어 시드니 대학이 우승하였다. 2020년 대회는 태국 방콕 어섬션 대학에서 개최되어 옥스포드 대학이 우승하였다.  

## 역대 개최 국가
| 개최년도 | 개최 대학 및 단체                   | 국가                          |
| -------- | ----------------------------------- | ----------------------------- |
| 1981     | Glasgow University Union            | Scotland                      |
| 1982     | Hart House, University of Toronto   | Toronto, Canada               |
| 1983     | Princeton University                | United States of America      |
| 1984     | Edinburgh University                | Scotland                      |
| 1985     | McGill University                   | Montreal, Canada              |
| 1986     | Fordham University                  | NYC, United States of America |
| 1987     | University College Dublin           | Ireland                       |
| 1988     | Sydney University                   | Sydney, Australia             |
| 1989     | Princeton University                | United States of America      |
| 1990     | Glasgow University Union            | Scotland                      |
| 1991     | Hart House, University of Toronto   | Toronto, Canada               |
| 1992     | Trinity College Dublin              | Ireland                       |
| 1993     | Oxford Union Society                | England                       |
| 1994     | University of Melbourne             | Melbourne, Australia          |
| 1995     | Princeton University                | United States of America      |
| 1996     | University College Cork             | Ireland                       |
| 1997     | Stellenbosch University             | South Africa                  |
| 1998     | Deree College                       | Athens, Greece                |
| 1999     | Ateneo de Manila University         | Manila, Philippines           |
| 2000     | University of Sydney                | Sydney, Australia             |
| 2001     | Glasgow University Union            | Scotland                      |
| 2002     | Hart House, University of Toronto   | Toronto, Canada               |
| 2003     | Stellenbosch University             | South Africa                  |
| 2004     | Nanyang Technological University    | Singapore                     |
| 2005     | Multimedia University               | Malaysia                      |
| 2006     | University College Dublin           | Dublin, Ireland               |
| 2007     | University of British Columbia      | Vancouver, Canada             |
| 2008     | Assumption University               | Bangkok, Thailand             |
| 2009     | University College Cork             | Ireland                       |
| 2010     | Koç University                      | Istanbul, Turkey              |
| 2011     | University of Botswana              | Gaborone, Botswana            |
| 2012     | De La Salle                         | Manilla, Philippines          |
| 2013     | Berlin Debating Union               | Berlin, Germany               |
| 2014     | Rajalakshmi Engineering College     | Chennai, India                |
| 2015     | Universiti Teknologi MARA           | Shah Alam, Malaysia           |
| 2016     | Debating Society of Greece          | Thessaloniki, Greece          |
| 2017     | bating Societies of the Netherlands | the Hague, Netherlands        |
| 2018     | Asociación Mexicana de Debate       | Ciudad de México, México      |
| 2019     | University of Cape Town             | Cape Town, South Africa       |
| 2020     | Assumption University               | Bangkok, Thailand             |
| 2021     | Debate Korea                        | Republic of Korea             |

## 제 41회 한국 세계대학생토론대회 2021 (Korea WUDC 2021)
세계대학생토론대회(WUDC)는 1981년 영국에서 시작된 이래 매년 전 세계 주요 도시에서 개최되어 왔으며, 세계에서 가장 권위 있고 유서 깊은 토론대회 중의 하나로 평가받는다. 그간 호주, 싱가포르, 필리핀 등 아시아태평양 영어권 국가 중심으로 몇 차례 행사가 열렸으나, 동북아시아에서의 개최는 이번이 처음이다.
제41회 WUDC는 2020년 12월27일부터 2021년 1월4일까지 고양 킨텍스에서 열릴 예정이다. 전 세계 75개국 이상 국가에서 하버드, 옥스퍼드, 케임브릿지 등 유수 대학 학생 2천여 명이 참가하여 세계 정세 및 문화, 종교, 철학 등 다양한 주제를 두고 토론하는 미래 글로벌 리더의 소통의 장이 될 것으로 기대된다.